# Música de Ruanda
La música de Ruanda abarca tradiciones ruandesas de música folclórica, así como afrobeat contemporáneo de África Oriental y ndombolo congoleño, e intérpretes de una amplia variedad de géneros occidentales, como hip-hop, R&B, música gospel y baladas pop.

## Música tradicional

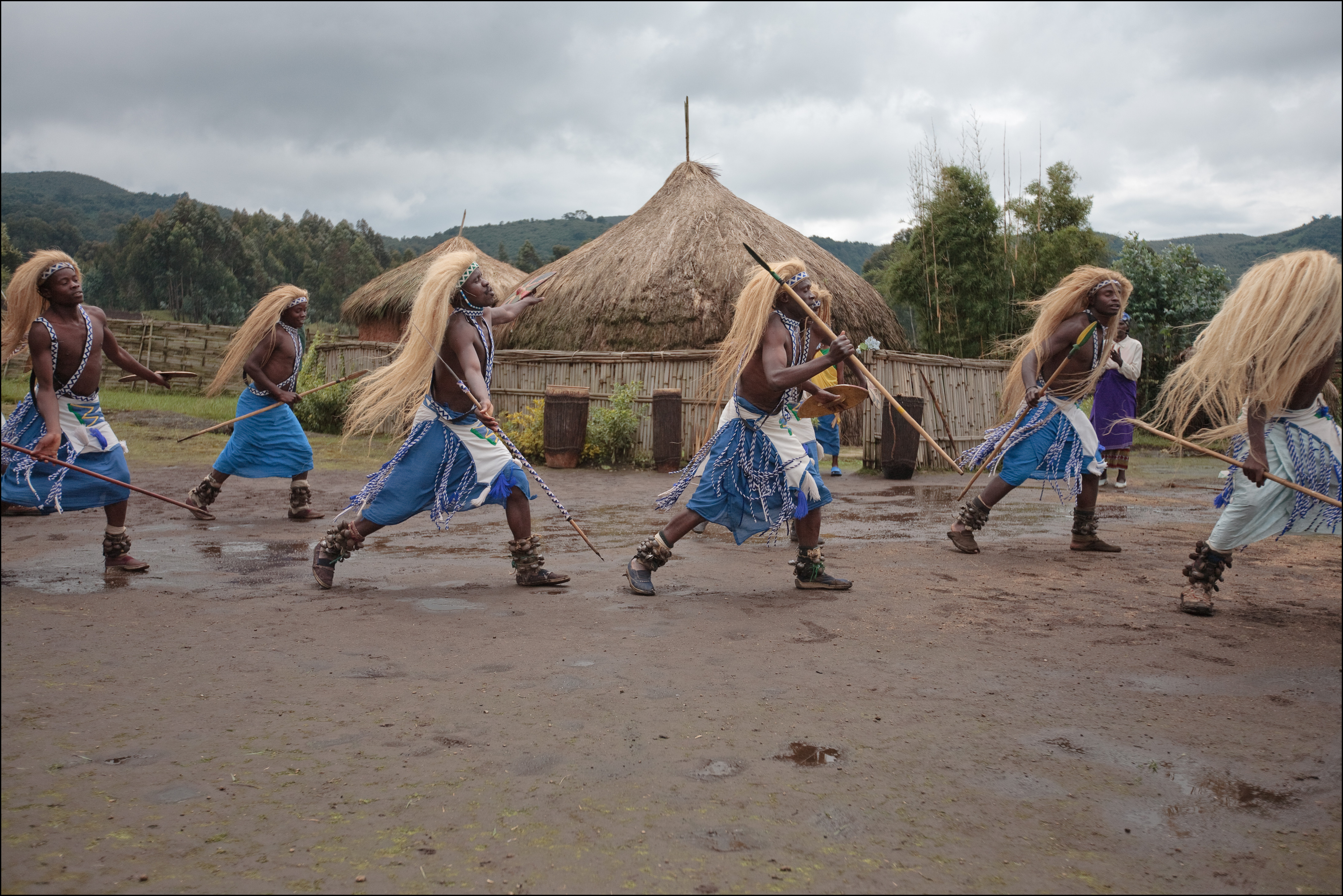
Bailarines twa

La música y la danza tradicionales se enseñan en los grupos de baile «amatorero», que se encuentran por todo el país. El más famoso es el Ballet Nacional Urukerereza, creado a principios de la década de 1970 para representar a Ruanda en acontecimientos internacionales. También son famosos los grupos de danza Amasimbi n'amakombe e Irindiro.
La ikinimba es quizá la tradición musical más venerada de Ruanda. Es una danza que narra las historias de los héroes y reyes ruandeses, acompañada de instrumentos como el ngoma, el ikembe, el iningiri, el umuduri y el inanga. El inanga, un instrumento de cuerda parecido a una lira, ha sido tocado por muchos de los intérpretes más conocidos de Ruanda, como Rujindiri, Sebatunzi, Rwishyura, Simparingoma, Sentoré, Kirusu, Sophie y Viateur Kabarira, y Simon Bikindi.
Jean-Paul Samputu, junto con su grupo Ingeli, ganó dos premios Kora (premios musicales africanos) al «Artista más inspirador» y al «Mejor artista tradicional» en 2003 por su interpretación de música neotradicional ruandesa. El grupo recorre el mundo difundiendo el mensaje cristiano de paz y reconciliación, y ayuda a recaudar fondos para los numerosos huérfanos de Ruanda. En 2007, Samputu llevó de gira por Estados Unidos y Canadá a doce de estos huérfanos, conocidos como Niños Mizero de Ruanda. Cyprien Kagorora fue nominado al Premio Kora 2005 en la categoría de «Mejor artista tradicional». Es uno de los vocalistas masculinos más conocidos de Ruanda.

## Artistas contemporáneos

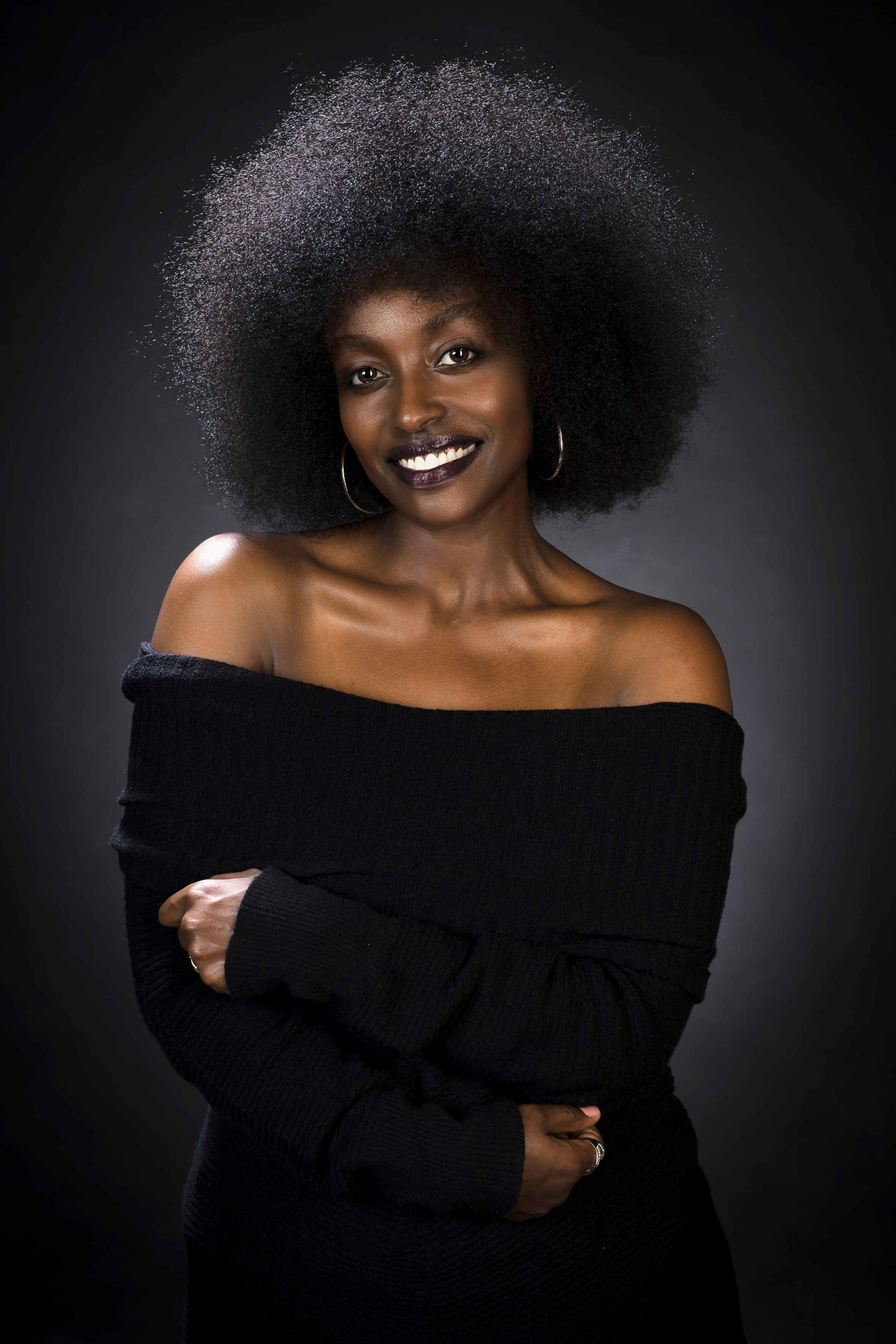
Imagen de la cantante y actriz ruandesa Miss Shanel.

En el periodo poscolonial, Ruanda produjo bandas locales populares como Imena, Nyampinga, Les 8 Anges, Les Fellows, Impala, Abamarungu, Los Compagnons de la Chanson, Bisa, Ingenzi e Isibo y'Ishakwe. Tomaron influencias de toda África, especialmente del Congo, así como del Zouk y el Reggae caribeño.
Los disturbios y la violencia sociomilitar llevaron a muchos ruandeses a emigrar a finales del siglo XX, llevando la música de su país a ciudades como Bruselas y París. Durante muchos años, la ruandesa-belga Cécile Kayirebwa fue sin duda la música ruandesa más famosa internacionalmente. Todavía suena con regularidad en las emisoras de radio ruandesas.  A finales de la década de 1990 llegaron los ruandeses-canadienses Corneille y Jean-Paul Samputu.
El genocidio ruandés interrumpió temporalmente la producción musical en Ruanda. En los últimos años, la música ha vuelto gradualmente al país, liderada por la juventud ruandesa. Han surgido nuevas estrellas, como Kamichi, Aimé Murefu, Mani Martin, Tom Close, Urban Boyz, Miss Jojo, King James, Knowless, Dream Boys, Kitoko, Riderman y Miss Shanel.
En el ámbito de la música docta destaca la compositora ruandesa-británica Stéphanie Kabanyana Kanyandekwe.

## Industria musical local
La industria musical de Ruanda crece gradualmente y se profesionaliza. Cada vez son más las empresas que invierten en el desarrollo de nuevos talentos, como la producción de grandes festivales de música como Kigali Up! y  programas de televisión como Primus Guma Guma Super Star, un prestigioso concurso musical.